# Epiplema tristis
Epiplema tristis är en fjärilsart som beskrevs av Antonius Johannes Theodorus Janse 1932. Epiplema tristis ingår i släktet Epiplema och familjen Uraniidae. Inga underarter finns listade i Catalogue of Life.